# Lisewo (Golub-Dobrzyń)
Pour les articles homonymes, voir Lisewo.
Lisewo est un village de Pologne situé en Couïavie-Poméranie, siège de la gmina (commune) de Lisewo.
Plaque d'immatriculation: CCH.